# Shahar Nakav
Shahar Nakav (Be'er Sheva, 12 aprile 1997) è una calciatrice israeliana, difensore del Turbine Potsdam e della nazionale israeliana.

## Biografia
È nata a Be'er Sheva, seconda figlia di Moshe e Kochavit Nekav. La sorella maggiore, Chen, è morta nel 2015 di cancro all'età di 21 anni
Nekav ha iniziato a giocare a calcio da ragazza nel suo quartiere, e contemporaneamente è entrata a far parte della squadra di judo in prima elementare, inizialmente con l'allenatore Morris Samadja e poi con Avi Agar, dove si è allenata fino alla prima media. Durante questi anni ha gareggiato in tornei di judo locali e internazionali classificandosi per due volte al secondo posto in tornai nazionali. Quando era in seconda media ha deciso di porre fine alla sua carriera nel judo e realizzare il suo amore per il calcio.

## Carriera

### Club
All'età di 13 anni è entrata a far parte della squadra del Maccabi Be'er Sheva dove ha giocato fino a quando non si è trasferita, all'età di 16 anni, alla Wingate Institute Girls Soccer Academy, l'accademia di calcio femminile del Wingate Institute, sezione istituita nel 2012 in preparazione al Europeo Under-19 del 2015 in Israele. Nekav ha indossato la maglia dell'accademia per quattro anni, durante i quali ha giocato nella squadra femminile fino all'età di 19 anni, con la quale ha anche disputato incontri di Ligat Nashim Rishona, massimo livello del campionato israeliano femminile di calcio.
Dopo il servizio militare, si è trasferita al Kiryat Gat e nella sua prima stagione con il club della città del Distretto Meridionale contribuisce alla vittoria del titolo di campione d'Israele al termine della stagione 2017-2018, mettendosi in luce e venendo scelta come una delle "Teams of the Season". Nekav ha continuato per un'altra stagione a Kiryat Gat, gareggiando per il titolo fino alla fine del campionato in una lotta serrata con l'ASA Tel Aviv, che alla fine ha primeggiato terminando con un punto di differenza.
In preparazione per la stagione 2019-2020, Naqev ha firmato con la squadra del Ramat HaSharon, giocandovi fino alla fine della stagione prima della fine prevista, interrotta come misura di prevenzione alla diffusione della pandemia di COVID-19. Il 13 aprile 2020 è stata annunciata la fine del campionato e l'assegnazione del campionato al Ramat HaSharon, in quel momento al primo posto con una differenza di 5 punti dalle seconde in classifica del Kiryat Gat al secondo posto.

### Nazionale
Nekav ha iniziato a essere convocata dalla Federcalcio israeliana per indossare le formazioni giovanili Under-17 e Under-19, con le quali ha accumulato complessivamente 11 presenze e disputando con la U-19 l'Europeo casalingo del 2015 e le qualificazioni all'Europeo di Slovacchia 2016 senza che la sua squadra riuscisse ad accedere alla fase finale.
Sempre del 2015 è stata la sua prima convocazione nella nazionale maggiore, chiamata dal commissario tecnico Meir Nachmias in occasione delle qualificazioni, nel gruppo 8, all'Europeo dei Paesi Bassi 2017, debuttando il 22 ottobre nell'incontro terminato a reti inviolate con le avversarie del Kazakistan. In seguito Nekav viene convocata con sempre maggiore regolarità, dai numerosi ct che si susseguono sulla panchina d'Israele, Guy Azuri, l'argentino Gabriel Burstein, Gili Landau, Erez Belfer, nelle qualificazioni all'Europeo di Inghilterra 2022 e quelle ai mondiali di Francia 2019 e Australia e Nuova Zelanda 2023.

## Palmarès

### Club
- Campionato israeliano: 5

Kiryat Gat: 2017-2018, 2021-2022, 2022-2023, 2023-2024
Ramat HaSharon: 2019-2020
- Coppa d'Israele femminile: 1

Kiryat Gat: 2021-2022